# جوسي نتاي
جوسي نتاي (بالإنجليزية: Kgosi Ntlhe) (21 فبراير 1994 ببريتوريا في جنوب أفريقيا - ) هو لاعب كرة قدم جنوب أفريقي في مركز الدفاع. شارك مع منتخب جنوب أفريقيا تحت 20 سنة لكرة القدم ومنتخب جنوب أفريقيا لكرة القدم. أما مع النوادي، فقد لعب مع نادي بيتربورو يونايتد وسانت ألبانز سيتي.

## وصلات خارجية
- جوسي نتاي على موقع قاعدة بيانات كرة القدم.إي يو (الإنجليزية)
- جوسي نتاي على موقع Soccerbase.com (لاعب) (الإنجليزية)